# توماس رومرو پریرا
توماس رومرو پریرا (انگلیسی: Tomás Romero Pereira; زادهٔ ۴ اکتبر ۱۸۸۶ – درگذشتهٔ ۱۲ اوت ۱۹۸۲) یک سیاست‌مدار، و معمار اهل پاراگوئه بود.